# Petr Šimůnek (novinář)
Petr Šimůnek (* 31. července 1968 Most) je český novinář, v letech 2011 až 2025 šéfredaktor časopisu Forbes v Česku. Za ekonomickou žurnalistiku byl oceněn Cenou guvernéra ČNB.

## Život
Šimůnek vystudoval Vysokou školu ekonomickou v Praze, rok strávil na Univerzitě Johanna Keplera v rakouském Linci a absolvoval studijní pobyt na Green College Univerzity Oxford, v rámci novinářského programu Reuters Fellowship. Má tři dcery – Ninu, Petru a Zuri – a syna Viktora. Ve volném čase rád jezdí na motorce.

## Kariéra
V roce 1998 začal moderovat diskusní pořad Nedělní partie na TV Prima, byl také moderátorem Pressclubu na rozhlasové stanici Frekvence 1.
Dlouho pracoval v MF DNES, kde řídil ekonomickou rubriku, od roku 2001 v ní byl zástupcem šéfredaktora.
Od října 2005 byl šéfredaktorem Hospodářských novin. Po odchodu z Hospodářských novin dostal na starosti projekt sehnání zahraničních licencí pro nakladatelství Economia. Chtěl přes něj sehnat licenci Forbes, bohužel to ale nešlo. Šimůnek tak odešel z Economie, protože se chtěl podílet na mezinárodních projektech a ty zde nebyly. Dva týdny poté zavolali Šimůnkovi ze slovenského vydavatelství Business Consulting & Media, kteří českou licenci Forbes měli a nabídli mu dělat šéfredaktora, Šimůnek souhlasil.
Od 3. listopadu 2011 v pozici šéfredaktora spolu s kolegy přivedl poprvé do Česka celosvětový magazín Forbes. Ten zde uspěl, protože má silnou značku, koncept a pozitivní přístup. V slovenském nakladatelství MediaRey SE (dříve Business Consulting & Media) získal na jaře 2013 podíl, který činí 10 procent. V únoru 2025 ho ve funkci šéfredaktora Forbesu vystřídal Zdravko Krstanov.
Od března 2013 do března 2020 moderoval každý pátek publicistický pořad Den podle... na stanici Český rozhlas Plus.

## Kontroverze
V květnu 2024 došlo k významnému incidentu na české mediální scéně, který vyvolal diskuzi o cenzuře a dodržování novinářských principů. Petr Šimůnek z pozice šéfredaktora Forbesu nechal stáhnout rozhovor s umělcem Pavlem Karousem, který se kriticky vyjadřoval k postavení sochaře Davida Černého v české kultuře. Rozhovor vedený novinářem Jakubem Peřinou prošel řádným editačním procesem a byl autorizován Karousem. Přesto byl po publikaci stažen s odůvodněním, že nesplňoval požadavky Forbesu. Karous toto vysvětlení odmítl a tvrdil, že důvodem stažení byl tlak zvenčí, pravděpodobně kvůli blízkým vztahům mezi Šimůnkem a Černým. Tento zásah vyvolal obavy z deformování mediálního prostoru a připomněl zkušenosti z období normalizace. Rozhovor s názvem „O umění ve veřejném prostoru má rozhodovat ten, kdo není na výplatních páskách developerů“ vydala na svém webu ČT Art Česká televize. V úvodu je uvedeno: „Zveřejňujeme (v aktualizované podobě) rozhovor se sochařem a publicistou Pavlem Karousem, který původně vyšel na webu magazínu Forbes, ale záhy byl stažen.“